# Bicyclus madetes
Bicyclus madetes är en fjärilsart som beskrevs av William Chapman Hewitson 1874. Bicyclus madetes ingår i släktet Bicyclus och familjen praktfjärilar. Inga underarter finns listade i Catalogue of Life.